# لويس إيويل
لويس إيويل (بالإنجليزية: Lois Ewell)‏ هي مغنية أوبرا أمريكية، (28 يناير 1885-3 يوليو 1946).

## وصلات خارجية
- لويس إيويل على موقع قاعدة بيانات برودواي على الإنترنت (الإنجليزية)